# Léon Leblanc
Pour les articles homonymes, voir Leblanc.
Léon Leblanc (24 novembre 1900 à La Couture-Boussey – 17 février 2000 à Évreux) est un facteur d'instruments à vent français, établi à La Couture-Boussey et à Paris, principalement connu pour ses clarinettes. Il est responsable de la maison Georges Leblanc Paris.

## Biographie
Léon Leblanc est le fils du facteur d'instruments à vent Georges Leblanc (1872-1959) et de Clémence, née Laure Clémence Jeuffroy (1875-1965), ouvrière à l'usine.
Il commence la musique à l'âge de 6 ans (saxophone soprano puis clarinette). Il grandit dans les ateliers familiaux de facture d'instruments et auprès des musiciens de l'harmonie municipale dirigée par son père, bassoniste.
Il obtient un prix de clarinette au conservatoire de Paris.
En 1921, il est chargé de développer l'affaire aux Etats-Unis qu'il visite pendant 3 mois et en revient avec des méthodes américaines. Son père lui laisse carte blanche pour développer l'affaire à l'Export.
Il devient également musicien essayeur pour la maison Leblanc qui mentionne son nom dans les publicités Leblanc.
Ses connaissances d'instrumentiste alliées aux talents de l'acousticien Charles Houvenaghel (1878-1966) lui permettent d'améliorer constamment les instruments et leur jeu. La maison Leblanc met en place un outil de production moderne pour l'époque dans le but de produire des instruments de qualité toujours contrôlés et innove en complètant la gamme des clarinettes de la clarinette piccolo en la  à la clarinette octo-contrebasse.
En 1936, il devient directeur de l'usine de la Couture-Boussey.

« Mon plaisir, passer mon dimanche dans mon usine. »

— Léon Leblanc
En 1939, il envoie le prototype unique de clarinette octo-contrebasse pour une exposition de New-York. 
En 1946, il change de distributeur et crée "G. Leblanc Corporation" (ou Leblanc USA) avec Vito Pascucci, réparateur pour la Glenn Miller Army Air Force Band. Cette décision conduira également à la mise en place d'une usine à Kenosha pour régler les clarinettes mises à mal par le transport maritime sous les marques Noblet, Leblanc et Normandy puis pour produire des modèles d'études pendant le boom d'après-guerre pour le marché américain sous la marque Vito.
Certains modèles de clarinette Leblanc dont il est le créateur portent ses initiales: modèles LL. 
Au cours de sa carrière, il dépose de nombreux brevets pour l'amélioration des clarinettes et du saxophone en France et aux États-Unis. 
En 1989, sans héritier, il cède 65 % de l'entreprise considérée comme "trésor national" datant de 1750 à son filleul Léon Pascucci. En 1993, il cède la totalité des parts.
En 1998, il épouse Mary Lambret, collaboratrice depuis 40 ans dans l'affaire familiale.
Il meurt en 2000 alors qu'il concevait un nouveau modèle de clarinette pour son centième anniversaire, le modèle LL100. 
En 2020, une exposition « Léon Leblanc, 1900-2000, un homme, un siècle », du samedi 5 septembre 2020 au dimanche 28 mars 2021, est consacrée à sa vie au Musée des Instruments à vent de La Couture-Boussey.

## Distinction
Pour l’ensemble de ses activités novatrices et de ses recherches, Léon Leblanc est promu grade de chevalier dans l’Ordre des Arts et des Lettres.